# Sat yik gaai lui wong
Sat yik gaai lui wong (失忆界女王S), noto anche con il titolo internazionale Why Me, Sweetie?!, è un film del 2003 diretto da Jingle Ma.

## Trama
Ogni volta che si innamora, Dong perde completamente i ricordi della ragazza con cui è uscito, cosa che gli impedisce di vivere una normale relazione; peraltro, Dong non è neppure consapevole della sua "malattia". Ding Ding, una ragazza che ha preso la questione estremamente sul personale, cerca allora di stare insieme a Dong il più possibile, utilizzando numerosi travestimenti e false identità, con lo scopo di guarirlo e poter rimanere insieme a lui.

## Distribuzione
Ad Hong Kong la pellicola è stata distribuita a livello nazionale dalla China Star Entertainment a partire dal 10 aprile 2003.